# Олександрівка (Довжанський район)
Олекса́ндрівка — село в Україні, у Довжанській міській громаді Довжанського району Луганської області. Населення становить 480 осіб.
Знаходиться на тимчасово окупованій території України.

## Географія
Географічні координати: 48°4' пн. ш. 39°44' сх. д. Часовий пояс — UTC+2. Загальна площа села — 21,35 км².
Село розташоване у східній частині Донбасу за 8 км від Довжанська. Найближча залізнична станція — Красна могила, за 4 км.

## Історія
Засноване у 1921 році шляхом переселення селян із сіл Нагольно-Тарасівки і Харитонівки в Провальський степ, де був організований Провальський кінний завод. Серед переселенців було поширене прізвище Васильченко, тому село спочатку іменувалося Василівкою. Однак з організацією кінного заводу було перейменоване в Олександрівку. Сучасна назва — з 1959 року.
Під час Другої світової війни участь у бойових діях брали 75 жителів, з них загинуло понад 40. Орденами і медалями нагороджені 44 людини.
12 червня 2020 року, відповідно до Розпорядження Кабінету Міністрів України № 717-р «Про визначення адміністративних центрів та затвердження територій територіальних громад Луганської області», увійшло до складу Довжанської міської громади.
17 липня 2020 року, в результаті адміністративно-територіальної реформи та ліквідації  колишніх Довжанського (1938—2020) та Сорокинського районів, увійшло до складу новоутвореного Довжанського району.
- Бої на українсько-російському кордоні (2014)

## Населення

### Мова
Розподіл населення за рідною мовою за даними перепису 2001 року:
| Мова            | Кількість | Відсоток |
| --------------- | --------- | -------- |
| російська       | 382       | 79.58%   |
| українська      | 97        | 20.21%   |
| інші/не вказали | 1         | 0.21%    |
| Усього          | 625       | 100%     |

За даними перепису 2001 року населення села становило 480 осіб, з них 20,21% зазначили рідною мову українську, 79,58% — російську, а 0,21% — іншу.

## Соціальна сфера
В Олександрівці працює фельдшерсько-акушерський пункт.

## Пам'ятки
На території села розташована братська могила радянських воїнів, а також встановлено пам'ятний знак на честь воїнів-односельців, які загинули під час Другої світової війни.